# Mandylion
Mandylion (с англ. — «Мандилион») — третий студийный альбом голландской рок/метал-группы The Gathering, который был издан 28 августа 1995 года на лейбле Century Media Records. Альбом был записан и смикширован в студии Woodhouse, Хаген, Германия, в период между 1 и 16 июня 1995 года. Альбом был переиздан 21 ноября 2005 года на том же лейбле, со вторым бонусным диском, содержавшим демозаписи группы. В этом альбоме дебютировала 21-летняя вокалистка Аннеке ван Гирсберген.
Участники группы называют этот альбом очень эмоциональным. Тогда группа потеряла хорошего друга, Харольда (CD посвящён ему), и эта утрата сильно отразилась на альбоме Само название альбома имеет отношение к смерти, в том числе и к смерти в интерпретации Толкиена в конце песни «Sand & Mercury»..
Источник PopMatters отмечает, что когда многие метал-группы середины 1990-х ужесточали своё звучание, неизвестная группа из небольшого города в Нидерландах решила возглавить оппозиционное движение и записала альбом сильно повлиявший на следующее поколение слушателей. Несмотря на то, что Mandylion звучит довольно просто по сравнению со следующими записями группы, он остаётся поворотным моментом и для группы, и для металла в целом, безупречно сочетая чувственность и агрессию.
Источник Sputnikmusic обращает внимание на «очень хороший вокальный стиль» Аннеке, однако группа сочинила большую часть музыки перед выбором Аннеке в качестве вокалиста, поэтому она намного более металлическая, а не построена вокруг её голоса, как на последующих релизах. Помимо вокала отмечается также качественный вклад клавишника.
Вокалом Аннеке восхищаются и другие рецензенты, например, Eduardo Rivadavia из Allmusic ссылается на «грандиозные вокальные таланты» Аннеке, или Gino Filicetti из Chronicles of Chaos, который назвал её голос «лучшим среди метал-групп, что он слышал».

## Тематика песен
Группа предложила тематику путешествий во времени Аннеке, и с некоторой помощью её мамы она написала стихи для альбома. Песня «Strange Machines» о путешествиях во времени. Она содержит отрывок из фильма Машина времени Джорджа Пала, снятого по мотивам одноимённого романа Герберта Уэллса. Вторая песня, «Eleanor», о людях, носящих маски. Песня «Leaves» о любви. Песня «Fear the Sea» о воде во всех её обличиях, о силе моря. Песня «Sand & Mercury» о потере дорогого вам человека. Она заканчивается записью Дж. Р.Р. Толкиена, цитирующего Симону де Бовуар о понятии смерти.

## Видеоклипы
Были изданы официальные видеоклипы на песни «Leaves» Архивная копия от 8 января 2016 на Wayback Machine, «Strange Machines» Архивная копия от 3 августа 2016 на Wayback Machine и «In Motion #2 (live)» Архивная копия от 28 июля 2017 на Wayback Machine. Как отметили участники группы на официальном сайте: "мы сделали глупый видеоклип на песню «Strange Machines», а ещё один хороший на песню «Leaves».
Существуют также концертные версии песни «Leaves»: Live in Krakow, Poland 1997, The Gathering & Metropole Orkest Архивная копия от 19 мая 2016 на Wayback Machine, A Noise Severe DVD 2007, Chile Архивная копия от 6 октября 2017 на Wayback Machine. Помимо этого, Аннеке записала клавишную версию песни «Leaves» Архивная копия от 23 сентября 2015 на Wayback Machine, совместно с музыкантом Дэниел Кавана.
Видео на песню «Eléanor» появилось впоследствии в концертном альбоме Superheat (2000).

## Список композиций
Все тексты написаны Аннеке ван Гирсберген, вся музыка написана The Gathering.
| №                   | Название                                             | Длительность |
| ------------------- | ---------------------------------------------------- | ------------ |
| 1.                  | «Strange Machines» (Странные машины)                 | 6:04         |
| 2.                  | «Eléanor» (Элеонора)                                 | 6:42         |
| 3.                  | «In Motion #1» (В движении #1)                       | 6:56         |
| 4.                  | «Leaves» (Листья)                                    | 6:01         |
| 5.                  | «Fear the Sea» (Страх моря)                          | 5:50         |
| 6.                  | «Mandylion» (Мандилион; инструментальная композиция) | 5:02         |
| 7.                  | «Sand & Mercury» (Песок и Меркурий)                  | 9:57         |
| 8.                  | «In Motion #2» (В движении #2)                       | 6:08         |
| Общая длительность: | Общая длительность:                                  | 52:36        |

| №                   | Название                                                                     | Длительность |
| ------------------- | ---------------------------------------------------------------------------- | ------------ |
| 1.                  | «In Motion #1 (Demo)» (В движении #1 (демо))                                 | 7:28         |
| 2.                  | «Mandylion (Demo)» (Мандилион (демо); инструментальная композиция)           | 4:42         |
| 3.                  | «Solar Glider (Demo)» (Солнечный планер (демо); инструментальная композиция) | 4:35         |
| 4.                  | «Eléanor (Demo)» (Элеонора (демо))                                           | 6:38         |
| 5.                  | «In Motion #2 (Demo)» (В движении #2 (демо))                                 | 7:18         |
| 6.                  | «Third Chance (Demo)» (Третий шанс (демо))                                   | 5:53         |
| 7.                  | «Fear the Sea (Demo)» (Страх моря (демо))                                    | 6:28         |
| Общая длительность: | Общая длительность:                                                          | 43:03        |

CD2, треки 1-3 записаны в июне 1994 года, в Beaufort Studio.

CD2, треки 4-7 записаны в начале 1995 года, в Double Noise Studio, в Тилбурге.

## Синглы

### Strange Machines

Strange Machines

Макси-сингл «Strange Machines» был издан на лейбле Century Media Records в 1995 году. Треки 3 и 4 были записаны в живую на KRO’s Leidsekade Live 8 октября того же года инженером Hans Bunt.
| №                   | Название                           | Длительность |
| ------------------- | ---------------------------------- | ------------ |
| 1.                  | «Strange Machines (Single Edit)»   | 4:23         |
| 2.                  | «Strange Machines (Album Version)» | 6:03         |
| 3.                  | «In Motion # 1 (live)»             | 7:52         |
| 4.                  | «Leaves (live)»                    | 6:16         |
| Общая длительность: | Общая длительность:                | 24:34        |

### Adrenaline / Leaves

Adrenaline / Leaves

Сингл «Adrenaline / Leaves» был издан на лейбле Century Media Records в 1996 году. Треки 1—3 были записаны с 30 марта по 3 апреля 1996 года в RS 29 Studio, Валвейк, Нидерланды. Записи смикшировал владелец студии Oscar Holleman. Сингл содержал две новые песни «Adrenaline» и «Third Chance», последняя из которых была издана впоследствии в альбоме Nighttime Birds (1997).
| №                   | Название                 | Длительность |
| ------------------- | ------------------------ | ------------ |
| 1.                  | «Adrenaline»             | 4:13         |
| 2.                  | «Leaves (Edit)»          | 3:58         |
| 3.                  | «Third Chance»           | 5:37         |
| 4.                  | «Leaves (Album Version)» | 6:01         |
| Общая длительность: | Общая длительность:      | 19:49        |

## Чарты
| Chart (1995)       | Высшая позиция |
| ------------------ | -------------- |
| Dutch Albums Chart | 20             |

## Над альбомом работали

### Участники группы
- Anneke van Giersbergen — вокал, тексты;
- René Rutten — гитара, флейта
- Jelmer Wiersma — гитара;
- Frank Boeijen — синтезатор;
- Hugo Prinsen Geerligs — бас;
- Hans Rutten — ударные, колокольчики, бубен, музыкальная подвеска.

### Прочие
- Waldemar Sorychta — продюсер, инженер;
- Siggi Bemm — продюсер, инженер;
- Jack Tillmanns — фотограф.